# 草鹿龍之介
草鹿 龍之介（くさか りゅうのすけ、1892年〈明治25年〉9月25日 - 1971年〈昭和46年〉11月23日）は、日本の海軍軍人、剣道家。海軍兵学校41期生。海軍大学校24期。最終階級は海軍中将。一刀正伝無刀流第4代宗家。

## 経歴

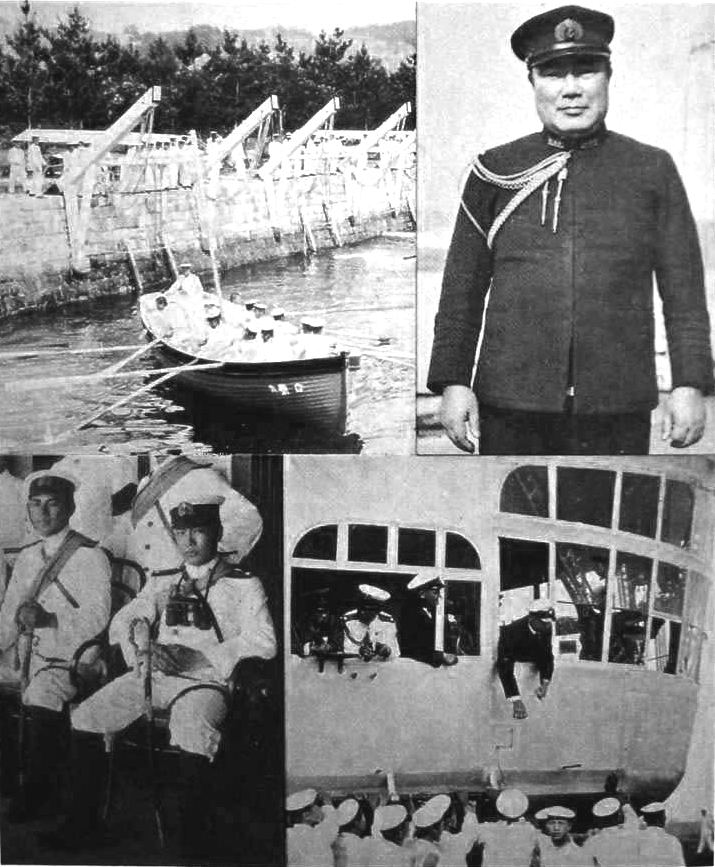
草鹿龍之介の写真

1892年（明治25年）9月25日、住友本社理事・草鹿丁卯次郎の長男として東京で生まれる。本籍は石川県。草鹿家は加賀大聖寺藩に仕えた一族である。
石川県師範学校附属小学校を経て、大阪天王寺中学校を卒業。
草鹿龍之介著「一海軍士官の半生記」によると石川師範学校附属小学校時代には、陸軍中将青木重誠（陸士25期首席）と同級であり成績は草鹿が1番で青木が2番だったと回想している。ほかに海軍少将森友一（海兵42期）や海軍大尉本多譲（海兵42期）も同級生であった。また、この時期、従兄である任一（海兵37期）は龍之介宅から金沢第一中学校へ通っていた。
大阪天王寺中学校では豊田貞次郎（海兵33期首席）、近藤信竹（海兵35期首席）と同窓で、東龍太郎と同級生であった。
草鹿は進路を決定する際、父の命により西田幾多郎、平沼騏一郎、鈴木馬左也に面会し相談している。西田は草鹿が軍人の道を歩むことに反対し、草鹿は第一高等学校にも合格しているが、兵学校に進んだ。1910年（明治43年）9月12日、海軍兵学校41期に次席の成績で入学。伍長補は伊藤整一（海兵39期）だった。当時、巡洋艦「千代田」に乗艦していた従兄の草鹿任一が兵学校に入校する龍之介を江田島まで案内した。兵学校では上級生が下級生を殴って鍛える風習があったが、草鹿は行わなかった。41期は2年時に学術優等章を授与されたものが17名に上る成績優秀者が多いクラスであった。1913年（大正2年）12月19日、海軍兵学校41期を14番/118名の成績で卒業、海軍少尉候補生となる。
1914年（大正3年）8月11日、防護巡洋艦「音羽」乗組となり、8月24日から日独戦争に従軍。12月1日、海軍少尉に任官。1920年（大正9年）、特務艦「関東」分隊長（大尉）となり、カムチャツカ地方に派遣された。
1922年（大正11年）11月20日、横須賀鎮守府参謀副官兼参謀に就任。1923年（大正12年）9月1日、関東大震災に遭遇したが、デマに惑わされず状況を把握して人心の動揺を防ぐことに努めた。1924年（大正13年）12月1日、海軍大学校に甲種学生24期生として入学。同期生（大洋会）には原忠一、山口多聞、福留繁、小柳冨次、寺岡謹平がいた。在学中、草鹿は電気通信の授業中に電探のアイデアを思いつき、浜野力大尉（海兵43期首席）に提案したが、浜野は「大尉の自分の提案を海軍が聞くわけない」と断り、後日「あのときやっておけば」と後悔したという。1925年（大正14年）12月1日、海軍大学校を卒業し海軍少佐に進級。
1926年（大正15年）12月1日、霞ヶ浦航空隊附。霞ヶ浦では司令・安東昌喬に「別にこれといった任務はないから自分で勝手に勉強しろ」と言われ、「航空機による敵情偵知」をテーマに研究した。また偵察員の訓練を受けた。草鹿の初飛行は一〇式艦上偵察機の偵察員として行方不明機（一三式艦上攻撃機）を捜索することだったが、エンジン不調で彼の搭乗機も騎兵連隊錬兵場に不時着することになった。
1927年（昭和2年）6月1日、霞ヶ浦航空隊教官兼海軍大学校教官となり、航空戦術を担当する。草鹿が航空機に携わった経験は半年しかなかったが、軍の命令である以上勤務するしかなく、言うことがなくなって草鹿自身が「理屈の連続」と評する講義内容になってしまった。学生達からは航空哲学と揶揄された。
1928年（昭和3年）12月10日、軍令部参謀兼海軍技術会議議員拝命。当時の軍令部でただ一人の航空担当者であった。1929年（昭和4年）8月10日より米国出張に向かう。移動手段は世界一周飛行の途中で東京に滞在していた飛行船ツェッペリン号の太平洋横断飛行に同乗することとなった。この計画が公表さると草鹿は一躍有名人となり、靴屋の店先に彼が注文した靴が「草鹿少佐御用」と飾られたという。帰国した草鹿は、軍令部に対し「（飛行船は）航空機に襲撃される危険性大、防御戦闘機（パラサイトファイター）5程度を飛行船に搭載し発着し得ること。軍需物資の空中輸送に期待が出来る」と報告した。草鹿はロンドン海軍軍縮会議後の航空軍備計画の中心におり、委任統治領を活用した航空機捜索網により潜水艦割当て量の削減を補えると提案した。また基地航空隊24隊の整備計画を提案し、承認された。草刈英治が自決した際に軍令部次長・末次信正が「神経衰弱だろう」と言ったのに草鹿は激怒し、同席した中島権吉少将が仲裁し末次は謝罪した。
1933年（昭和8年）9月1日、装甲巡洋艦「磐手」副長（中佐）。当時、「磐手」乗組の少尉候補生だった板倉光馬が無断飲酒で酔い潰れ大問題となった際には、見所があるとして不問に処した。
1934年（昭和9年）11月15日、海軍大佐に昇進し、海軍航空本部総務部第1課長兼海軍技術会議議員。航空本部には機密費・接待費がないため必要となるたびに海軍省副官との交渉に苦労したが、山本五十六が航空本部長に着任すると草鹿の苦労を知って自ら交渉に乗り出し、金500円（当時価格）を獲得して草鹿の苦労を減らしたという。

### 日中戦争
1937年（昭和12年）10月20日、支那方面艦隊参謀兼第三艦隊参謀。12月12日、海軍機がアメリカ砲艦「パナイ」を誤爆するパナイ号事件が発生する。草鹿は司令長官・長谷川清大将と共に事態収集に乗り出し、海軍報道班はあてにならないと考えたため、救援隊を派遣すると同時に新聞社を呼び寄せ、証拠保全のため、現場を実況フィルムにおさめた。
1938年（昭和13年）4月25日、軍令部第一部第一課長兼海軍技術会議議員。大本営陸軍参謀兼務。草鹿は広州攻略戦、海南島攻略戦を推進した。「海の満洲事変」と言われるこの作戦は陸軍の反対がある中、海軍主導で行われ米国の強い反発を招いた。草鹿は日独伊三国軍事同盟問題に対しては反対の立場をとっていた。大井篤によれば、当時の軍令部の課長で反対だったのは橋本象造と草鹿のみであったという。

### 太平洋戦争

#### 第一航空艦隊
1941年（昭和16年）4月15日、第一航空艦隊参謀長。長官は南雲忠一中将。真珠湾攻撃の準備を命令された。9月24日、軍令部において大西瀧治郎中将が草鹿の真珠湾攻撃悲観論に同調し、10月初旬には二人で連合艦隊司令長官・山本五十六大将に真珠湾攻撃をやめフィリピン作戦に支援すべきと具申した。山本は大西と草鹿に「ハワイ奇襲は断行する。無理もあるが積極的に考えて準備するように。投機的と言わずに君たちにも一理あるが僕のも研究してくれ。」と説得した。大西は「草鹿君、長官がああまで仰るなら、一つまかせてみようじゃないか」と前言を翻し、唖然とする草鹿を横目に、大西と山本はポーカーを始めた。草鹿は「あの時はまいった」という。山本は草鹿を旗艦「長門」の舷門まで見送り、「真珠湾攻撃は、最高指揮官たる私の信念だ。どうか私の信念を実現することに全力を尽くしてくれ」とを草鹿の肩を叩いた。
草鹿は航空参謀・源田実中佐が案画し飛行隊長・淵田美津雄が実行する好取組みと二人を評価しておりなるべく彼らの献策を入れて静かに見守った。出撃前の会議では、不安気な南雲に対し草鹿は「俺は鈍感なのか人は非常な大事をやる様に云ふが、何とも感じない」と連合艦隊参謀長・宇垣纏に語った。宇垣は指揮官と幕僚という立場の差を感じたという。
12月8日、太平洋戦争劈頭の真珠湾攻撃で第一航空艦隊はアメリカの戦艦4隻を撃沈、2隻を大破させアメリカ太平洋艦隊を行動不能にする大戦果をあげた。

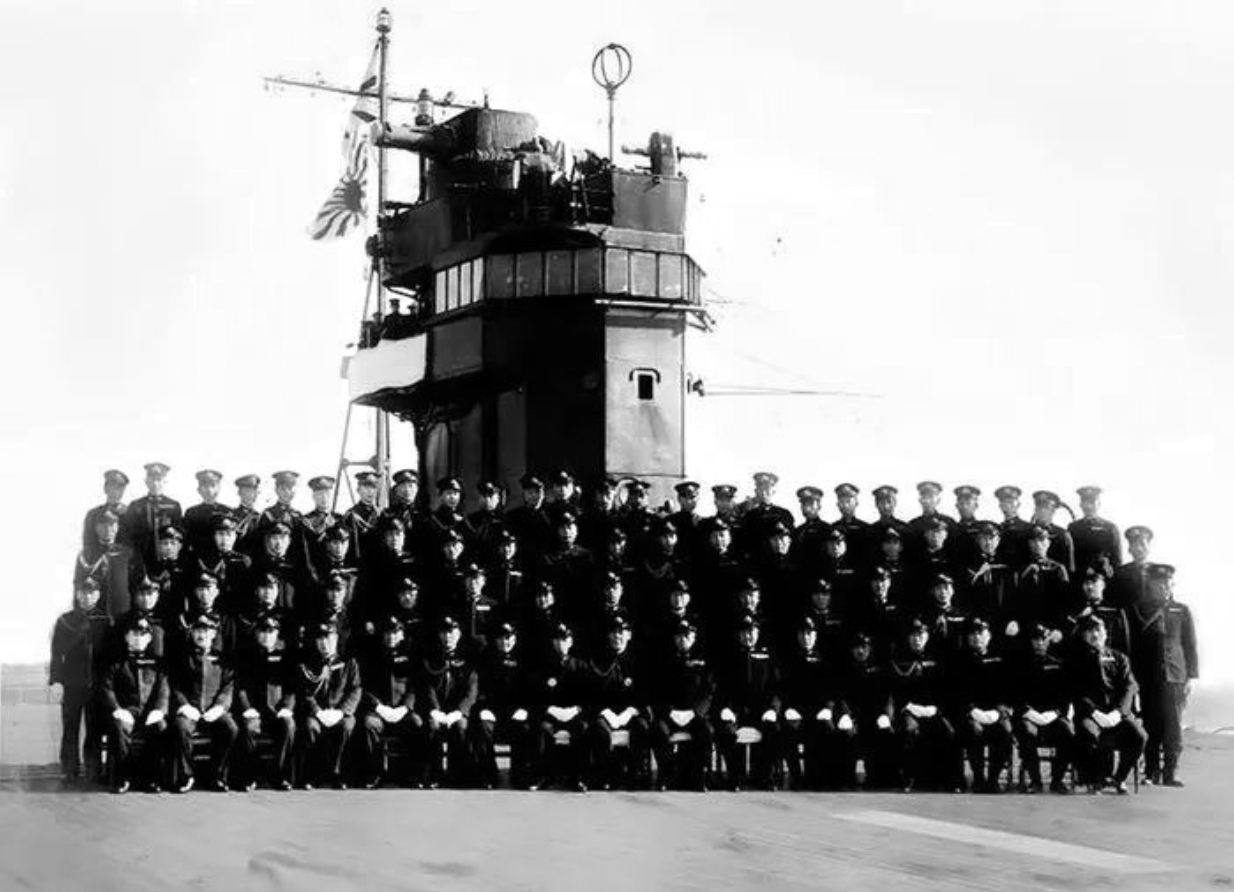
真珠湾攻撃後、帰投した空母赤城艦上の海軍首脳たち（前列左から４人目が草鹿龍之介１ＡＦ参謀長）

草鹿は、「真珠湾の上空に残って、全攻撃隊の戦果を確認して帰還した淵田中佐から、真珠湾の戦況や戦果について詳しい報告を受け、大体において真珠湾の敵主力を潰滅せしめ得たことがわかった。そもそも真珠湾攻撃の大目的は、敵の太平洋艦隊に大打撃を与えて、その進攻企図を挫折させるにあった。だからこそ攻撃を一太刀と定め、周到なる計画のもとに手練の一撃を加えたところ、奇襲に成功しその目的を達成することができた。機動部隊の立ち向かうべき敵はまだ一、二にとどまらない。いつまでも獲物に執着すべきでなく、すぐ他の敵に対する構えが必要であるとして、何の躊躇もなく南雲長官に進言して引き揚げることに決した。”なぜもう一度攻撃を反復しなかったか””工廠や油槽破壊しなかったのは何故か”などの批判もあるが、これは、いずれも兵機戦機の機微に触れないものの戦略論であると思う。」、「私に言わせれば、この際、これらは、いずれも下司の戦法である」、「私に面と向かって反対意見を具申した者は一人もいない」と戦後語っている。
また、源田中佐と淵田中佐から付近に数日とどまり空母を撃滅する案が出たが、草鹿は「この作戦の目的は日本南方作戦部隊の側面、後方防衛にある。達成された以上とどまって無期限に長引かせるべきではない」と考えてこれを却下した。
帰路についた第一航空艦隊に対し、連合艦隊参謀長・宇垣纏は真珠湾攻撃と同時期に行われた第七駆逐隊（小西要人司令、駆逐艦「潮」「漣」）のミッドウェー島砲撃が効果薄しとみて、ミッドウェーを空襲するように下令した。戦後、草鹿は「参謀長として腹が立ちたり」「横綱を破った関取に、帰りにちょっと大根を買ってこいというようなものだ」とこれを批判している。結局、一航艦は天候不良で補給が困難なこともあり、実行しなかった。

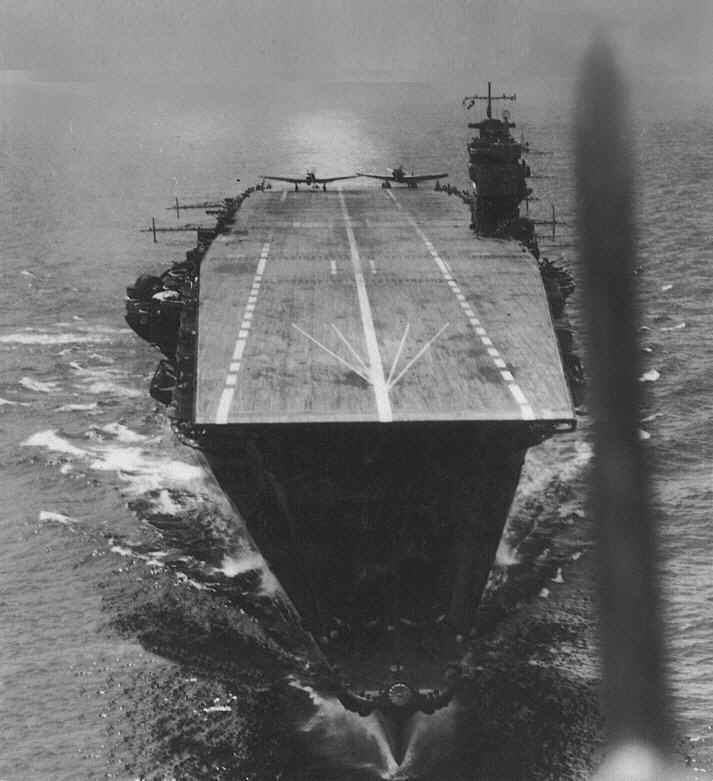
草鹿参謀長が乗艦する旗艦「赤城」（1942年4月）

その後も一航艦は、ニューギニア、オーストラリア、インド洋を転戦し、連合軍の主要根拠地を覆滅しながらの大航海をした。ラバウル・カビエン攻略支援、ポートダーウィン攻撃、ジャワ海掃討戦などで活躍し、太平洋の制空権を獲得した。1942年4月、インド洋作戦におけるセイロン沖海戦ではイギリス空母「ハーミーズ」を撃沈し、トリンコマリー港を爆撃する戦果を挙げた。
第一航空艦隊はインド洋作戦までで大戦果をあげながら航空機の損失はわずかで、艦艇には一隻の被害もなかった。。史上類のない連続的勝利を記録し、第一航空艦隊は世界最強の機動部隊となるが、連戦連勝から疲労と慢心が現れていた。
連合艦隊司令部幕僚は、南雲と草鹿に批判的であり、山本五十六長官に南雲の交代を要望したが、「それでは南雲が悪者になる」と却下された。山口多聞は一航艦について「参謀長、先任参謀どちらがどちらか知らぬが臆劫屋揃」と語っていた。
インド洋から帰還した第一航空艦隊に連合艦隊司令部の立案したミッドウェー作戦が命令された。軍令部で説明を受けた草鹿と第二艦隊参謀長・白石萬隆はドーリットル空襲の騒ぎの直後であり、敵機動部隊来襲を未然に防ぐためという先入観から主目的をミッドウェー基地攻略、副目的を敵機動部隊撃破と解釈した。長期作戦後で艦のドック入り、補充、修理、訓練と準備のため時間との戦いだった。草鹿は「準備期間が不十分で不満もあったが強く反対せず、何とかやれるだろうと考えていた。それよりハワイ攻撃の戦死者の2階級特進の方に関心があった」という。当時真珠湾で戦果をあげた航空部隊の戦死が一般と同じ扱いで士気に関わると一航艦で不満が高まっていた。
草鹿はミッドウェー作戦について「真珠湾以来成功が続いていたが、消耗もあり反対だった。ミッドウェー攻略自体多大な疑問があり連合艦隊から作戦は決定され強要された。しかし抵抗はしなかった」と語っている。1942年（昭和17年）5月4日の研究会で、草鹿は白石と延期を申請したが却下され、5日に再び訪問した際に第二段作戦を手交され、その日は延期の申請をせずに帰った。また、ミッドウェー作戦は時期尚早であると、二航戦司令官山口多聞少将と航空参謀源田実中佐が連合艦隊に反対したのに対し、連合艦隊司令部はもう決まったことであると取り合わなかったが、草鹿はここであきらめたことが間違いであったと戦後語っている。
戦訓分科研究会において、宇垣は草鹿に対し、「敵に先制空襲を受けたる場合、或は陸上攻撃の際、敵海上部隊より側面をたたかれたる場合如何にする」と尋ねると、草鹿は「かかる事無き様処理する」と答えたため、宇垣が草鹿を追及すると、航空参謀の源田が「艦攻に増槽を付したる偵察機を四五〇浬程度まで伸ばし得るもの近く二、三機配当せらるるを以て、これと巡洋艦の零式水偵を使用して側面哨戒に当らしむ。敵に先ぜられたる場合は、現に上空にある戦闘機の外全く策無し」と答えた。そのため宇垣は注意喚起を続け、作戦打ち合わせ前に「第一航空艦隊はミッドウェー攻撃を二段攻撃とし第二次は敵に備える」とした。宇垣は「今後千変萬化の海洋作戦に於て果して其の任に堪えゆるや否や」と心配したという。
出撃前、草鹿は、攻撃日が決まっているので奇襲の機動余地がなく、空母はアンテナ受信能力不足で敵情がわかりにくいので、連合艦隊が敵情を把握して作戦転換を指示するように、連合艦隊参謀長・宇垣纏中将に取りつけた。しかし、連合艦隊は付近に敵空母の疑いを感じ、情勢が緊迫してきたと判断しながら、甘い状況判断の放送を東京から全部隊に流したまま、自己判断を麾下に知らせなかった。このことで一航艦は米機動部隊の奇襲を受けて敗北した。宇垣は海戦後の日記に第一航空艦隊に対して「当司令部も至らざる処あり相済まずと思慮しあり」と残している。
6月5日、第一航空艦隊はミッドウェー島基地攻撃隊を出撃させ、ミッドウェー海戦が始まる。攻撃を終えた飛行隊長友永丈市大尉は、司令部に対し「第二次攻撃の要あり」と打電した。南雲長官は、ミッドウェー攻略部隊のため制圧を間に合わせなければならず、米艦隊はハワイにいるという連合艦隊の敵情判断に従って行動しており、帰還中の偵察機からも報告がないため、山本五十六大将から米艦隊迎撃のために待機を指示されていた残り半数の攻撃隊を兵装転換して使うことに決定した。草鹿によれば、「山本の望みは南雲も幕僚もよく知っていた。事実状況が許す限りそうした。しかしミッドウェー基地の敵航空兵力がわれわれに攻撃を開始し敵空母も発見されていない状況でいるのかどうかわからない敵に半数を無期限に控置しておくのは前線指揮官にとして耐えられないことだった。後で問題だったとしてもあの当時の状況では南雲の決定は正当だった」と語っている。
しかし、偵察機が予期せぬ米軍機動部隊発見の報告があり、第二航空戦隊司令官・山口多聞少将から陸用爆弾のまま即時攻撃の意見具申がされた。しかし、直掩戦闘機の準備ができておらず、第一航空艦隊上空にミッドウェー島攻撃を終えた第一次攻撃隊100機が帰還し着艦収容を待っていた。そのため南雲は帰還部隊の収容を優先させた。草鹿によれば、敵の来襲状況を見ると敵は戦闘機をつけずに来て面白いように撃墜され、全く攻擎効果をあげておらず、これを目前に見ていたので、どうしても艦戦隊を付けずに艦爆隊を出す決心がつかなかったという。
第一航空艦隊は、ミッドウェー島基地航空隊の空襲を撃退し、米軍機動部隊から発進したTBD デバステーター雷撃機の攻撃も連続で全て撃退した。しかし、その直後に米軍機動部隊艦載機による急降下爆撃を受けて、主力空母3隻（赤城、加賀、蒼龍）が炎上し、残った「飛龍」も後に炎上し、自軍によって処分され、空母4隻を失い敗北した。
草鹿は、被弾する直前、攻撃隊に準備ができたものから発艦するように命じ、攻撃隊の戦闘機が飛び立とうとしたところに爆撃を受け、あと5分あれば攻撃隊は発艦できたと回想している。これは「運命の5分間」と言われたが、実際には攻撃隊の準備はできておらず、5分で発艦するのは不可能だった。この海戦では索敵において敵機動部隊の発見が遅れたが、一段索敵と決めた草鹿は「攻撃兵力増やそうとして偵察を軽視した」と語っている。
艦隊司令部の幕僚は南雲以下全員で自決すべきと先任参謀・大石保が代表して上申したが、草鹿はそれを却下し、南雲に対しても説得しなだめた。雀部利三郎（航海参謀）はミッドウェー海戦後司令部一同の自決を却下した草鹿を「本当の意味で胆が座っていて、ああいうとき冷静になれる人」と評している。
連合艦隊司令部のある旗艦「大和」への敗戦報告には、南雲の代わりに草鹿が幕僚を連れて向かった。第一声は「何と申してよいか云うべき言葉なし。申し訳なし」であった。草鹿は連合艦隊長官・山本五十六に「大失策を演じおめおめ生きて帰れる身に非ざるも、ただ復讐の一念に駆られて生還せる次第なれば、如何か復讐できるよう取り計らって戴き度」と嘆願し、山本はそれに「承知した」と答えた。連合艦隊参謀長・宇垣纒は敗戦の報告に「大和」を訪れた草鹿に対し「参謀長に対しては当司令部としても至らざる所あり。相済まずと思量しあり」と謝罪した。草鹿によれば、謝る際に宇垣は敵情がわかっていたようなことを言っていたという。攻撃隊を半数待機させることに関し、草鹿は「自分は着任以来充分の偵察をなしこの一撃と全力を集中することを主義として訓練し又成功したり途中これを変更する気持ちになり得ざりしなり」と答えた。

#### 第三艦隊
1942年7月14日、第三艦隊が新編され、草鹿は参謀長に就任する。長官に就任した南雲中将とともにミッドウェー海戦敗北の責任を取らされることなく、新設されたこの空母機動部隊で再び参謀長として残ったが、他の幕僚は全て下ろされた。草鹿によると、第三艦隊は建制化された点が大きな進歩で、巡洋艦、駆逐艦の増勢もありがたかったが、大石保や源田実が司令部から去った点はさびしかったという。
1942年（昭和17年）8月、米軍がガダルカナル島に上陸してガダルカナル島の戦いが始まり、8月23日第三艦隊は現有戦力（空母「翔鶴」、「瑞鶴」、「龍驤」、戦艦2隻、巡洋艦2隻、駆逐艦8隻）を率いて支援に向かった。8月24日、敵の爆撃があり第二次ソロモン海戦が開始され、8月25日、「龍驤」が魚雷を受けて沈没し、第三艦隊は米空母「エンタープライズ」を大破させたがこれは徹夜の修理で航行し戦線離脱した。また第三艦隊は搭乗員の4割を失った。
連合艦隊参謀長だった宇垣纏が戦艦「大和」から動かなかったため、草鹿が「前線をまわってみろ」と言うと、宇垣は飛行機で前線を視察し9月14日には日本軍の誤爆で危うい目にあった。戦後、草鹿は「彼もいいところがある」と話した。
10月26日、第三艦隊が敵偵察機から爆撃を受け南太平洋海戦が発生した。第三艦隊は米空母「ホーネット」を行動不能に追い込み、空母「エンタープライズ」を中破、戦艦1隻、巡洋艦1隻、駆逐艦1隻損傷という戦果をあげた。しかし第三艦隊も米艦載機SBDドーントレス急降下爆撃機の攻撃で空母「翔鶴」（旗艦）、「瑞鳳」、重巡洋艦「筑摩」が中破する。「翔鶴」艦長・有馬正文は「もっと追撃すべし」との意見具申したが、草鹿は有馬を一喝し受け入れなかった。海戦後の研究会で草鹿が「機動部隊指揮官が所在部隊を統一指揮する必要がある。第二艦隊司令長官が指揮するのは作戦上具合が悪い」と意見したことで、1943年8月に解決し、建制上は1944年3月に実現した。
1943年（昭和18年）12月1日、南東方面艦隊参謀長兼第十一航空艦隊参謀長。司令長官は従兄の草鹿任一であった。通常避けられる人事であるが、任一の要望で実現した。龍之介はラバウルの戦力補給を中央と交渉していたが、1944年（昭和19年）2月、トラック被空襲でラバウルの飛行機を全てトラックに移されてしまった。

#### 連合艦隊
1944年（昭和19年）4月5日、連合艦隊参謀長に着任。司令長官・豊田副武大将の指名であった。5月1日、海軍中将昇進。宇垣纏（第一戦隊司令官）は草鹿の作戦指導を「腰が弱い」と評している。
5月、ア号作戦備中にビアクに米軍が上陸すると、連合艦隊司令部は作戦命令方針に背き独断で決戦兵力をビアクに投入した。軍令部は現場の意向に従い5月29日、渾作戦が開始する。しかし6月11日にマリアナに米機動部隊が来攻し、6月13日に連合艦隊司令部はア号作戦用意発令を強行し、混乱で戦力を消耗したまま6月19日にマリアナ沖海戦が開始する。海軍は空母3隻と航空戦力の大半を失って敗北する。連合艦隊では米艦隊がマリアナに来攻した場合の水上部隊の対応も決められていなかった。草鹿は「サイパンに来たら同地をしっかり確保している間にゆっくり準備を整えて作戦できると考えていた」という。
1944年8月16日、特攻兵器「震洋」による作戦に関する検討会では生還可能性も考えてほしいと意見したが、最終的にそういった措置が取られることはなかった。
1944年12月23日、草鹿は第一連合基地航空隊との打ち合わせ会議で特攻兵器「桜花」の専門部隊である神雷部隊とフィリピンの戦闘機による合同レイテ攻撃を討議する。1945年（昭和20年）1月25日 - 30日に桜花部隊で組まれた第十一航空戦隊総合訓練研究会があり、2月1日に草鹿は第十一航空戦隊を正規作戦に使用することを希望した。連合艦隊参謀・神重徳大佐ももう一度総合訓練の後正規に使いたいと要望したが、その総合訓練はないまま実戦に投入した。
1945年4月、坊ノ岬沖海戦において海上特攻隊が実施された。海上特攻隊は以前から連合艦隊司令部で首席参謀神重徳大佐が主張していたものだった。草鹿はそれをなだめていたが、神は「大和を特攻的に使用した度」と具申し軍港に係留されるはずの大和を第二艦隊に編入させた。司令部では構想として海上特攻も検討はされたが、沖縄突入という具体案は草鹿が鹿屋に出かけている間に神が計画した。淵田美津雄によれば草鹿は不同意であったという。神は参謀長を通さずに長官・豊田副武に直接決裁をもらってから草鹿に意見を求めた。草鹿は「決まってからどうですかもないと腹を立てた」という。神は草鹿に大和へ説得に行くように要請し草鹿は「大和」の第二艦隊司令部を訪れ、司令長官・伊藤整一に作戦命令の伝達と説得を行った。なかなか納得しない伊藤に草鹿は「一億総特攻の魁となって頂きたい」と説得すると伊藤は「そうか、それならわかった」と即座に納得した。伊藤は草鹿が兵学校入校時に配属された分隊の伍長補であり、草鹿自身は「何かにつけて下級生をかばう良き先輩であり、訣別の辞を伝えにいかなくてはならぬ破目になったことは皮肉な巡り合わせ」と述べている。4月6日、沖縄方面に向う「大和」以下第二艦隊を機上から見送ったことを「この時ほど苦しい思いを味わったことはない」と戦後回想した。
8月15日に特攻した宇垣纏中将の後任として8月17日、第五航空艦隊司令長官となる。終戦に納得しない若手士官たちに「大命に従うのが私の考えであり、それに納得できないものは私を斬れ」と説得した。その後、昭和天皇に拝謁し、天皇が「万民の為に我が身を犠牲にしてもよい」、「みなさん、どうか頼みます」と語った際には号泣したという。
8月25日より、総理大臣・東久邇宮稔彦王の命により鹿屋連絡委員長となり、米進駐軍との交渉にあたる。約1ヶ月後に任を終える。
10月15日、予備役編入。戦後は公職追放を経て、化学肥料の会社の顧問を務めた。

## 人物
剣術の達人であり、禅にも造詣が深かった草鹿は、実戦でも「手練の一撃を加えれば残心することなく退くべし」という理念を持っていた。一刀正伝無刀流剣術を小南易知（無刀流開祖・山岡鉄舟の高弟）から学び、後に香川善治郎（無刀流第2代宗家）と石川龍三（無刀流第3代宗家）からも無刀流を学び、無刀流第4代宗家を継承した。第5代宗家は草鹿の弟子・石田和外（最高裁判所長官、全日本剣道連盟会長）である。
中島親孝中佐は草鹿について、「断固たる決意を示した場面を見たことがない。ミッドウェー海戦の際は泰然と腰を抜かしていたと言われていた」「博識で広島市に原子爆弾が投下された際、原子爆弾について知っていたのは連合艦隊司令部では草鹿だけだった」と語っている。岡村基春大佐の妹である江草聖子（江草隆繁の妻）は、戦後に会った草鹿について「はじめてお目にかかったわけだが、茫洋として、一見、お坊さんのような感じであった」と述べている。草鹿は江草らがセイロン沖海戦で撃沈した英空母「ハーミーズ」の写真の隅に「心外無刀」と書き加えて聖子に贈っている。亀井宏（作家）は戦後インタビューした79歳の草鹿をなんとなく安心感をもたせてくれる、複雑な性格で、年齢の割りに恐ろしく反射神経が鋭く、観察眼が鋭いと記している。

## 親族
- 草鹿浅之介 - 弟。最高裁判所判事。
- 草鹿任一 - 父方の従兄。海軍中将。
- 花房直三郎 - 妻・喜代子の父。内閣統計局長[88]。
- 潮匡人 - 妹の孫。評論家[89]。

## 著書
- 『一海軍士官の半生記』光和堂、1973年。ISBN 4875380194。改訂版1985年
- 『連合艦隊 参謀長の回想』光和堂、1979年。ISBN 4875380399。
  - 『聯合艦隊－草鹿元参謀長の回想』毎日新聞社、1952年。元版
  - 『連合艦隊の栄光と終焉』行政通信社、1972年。改訂版
  - 『連合艦隊－参謀長の回想』中公文庫、2021年11月。新版

## 年譜
- 1910年（明治43年）9月12日：海軍兵学校入校
- 1913年（大正2年）12月19日：海軍少尉候補生
- 1914年（大正3年）8月11日：「音羽」乗組
  - 8月24日：日独戦役に従事
  - 12月1日：海軍少尉
- 1915年（大正4年）7月19日：「河内」乗組
- 1916年（大正5年）8月1日：「八雲」乗組（練習艦隊）
  - 12月1日：海軍中尉
- 1917年（大正6年）10月10日：「金剛」乗組
  - 12月1日：砲術学校普通科学生
- 1918年（大正7年）5月20日：水雷学校普通科学生
  - 12月1日：「桑」乗組
- 1919年（大正8年）12月1日：海軍大尉、砲術学校高等科学生
- 1920年（大正9年）12月1日：「陸奥」分隊長兼艤装員
- 1921年（大正10年）2月10日：「薄」艤装員
  - 3月19日：「薄」航海長兼分隊長
  - 10月1日：「関東」分隊長（露領沿岸警備）
- 1922年（大正11年）6月10日：「山城」分隊長（砲術学校練習艦）
  - 11月20日：横須賀鎮守府副官兼参謀
- 1924年（大正13年）12月1日：海軍大学校甲種学生
- 1925年（大正14年）12月1日：海軍少佐
- 1926年（大正15年）12月1日：霞ヶ浦航空隊附
- 1927年（昭和2年）6月1日：霞ヶ浦航空隊教官兼海軍大学校教官
- 1928年（昭和3年）12月10日：軍令部参謀兼海軍技術会議議員
- 1929年（昭和4年）8月10日：米国出張（ツェッペリン号同乗）
- 1930年（昭和5年）12月1日：海軍中佐、第1航空戦隊参謀
  - 12月13日 着艦飛行機制動装置実験委員
- 1931年（昭和6年）11月2日：軍令部出仕兼海軍省出仕、軍務局服務第1班勤務
  - 12月1日：兼海軍大学校教官
- 1933年（昭和8年）8月4日：航空戦教範起草委員会委員
  - 9月1日：「磐手」副長（練習艦隊）
- 1934年（昭和9年）11月15日：海軍大佐、航空本部総務部第1課長兼海軍技術会議議員
  - 11月30日：研究実験委員会委員
  - 12月4日：航空事業調査委員会幹事
- 1935年（昭和10年）2月1日：兼海軍技術会議議員、海軍艦政本部技術会議議員
  - 3月4日：海軍航空本部航空事故調査委員会委員
  - 11月4日：航空費経済化調査委員会委員
- 1936年（昭和11年）9月12日：陸海軍航空本部協調委員会幹事
  - 11月16日 「鳳翔」艦長
- 1937年（昭和12年）10月18日：第三艦隊司令部附[90]
  - 10月20日：支那方面艦隊参謀兼第3艦隊参謀（パナイ号事件）
- 1938年（昭和13年）4月25日：軍令部第1部第1課長兼海軍技術会議議員（広東攻略戦、海南島攻略戦）
  - 4月25日：大本営陸軍参謀兼務
  - 5月2日：陸海共同作戦研究会委員
- 1939年（昭和14年）11月15日：「赤城」艦長
- 1940年（昭和15年）1月15日：連合艦隊司令部附
  - 11月15日：海軍少将、第4連合航空隊司令官
- 1941年（昭和16年）1月15日：第24航空戦隊司令官
  - 4月15日：第1航空艦隊参謀長
  - 11月18日 - 12月24日：真珠湾攻撃作戦に従事
- 1942年（昭和17年）1月5日 - 1月28日：ビスマルク諸島方面攻略作戦に従事
  - 2月8日 - 2月21日：ポートダーウィン攻撃作戦に従事
  - 2月22日 - 3月11日：インド洋方面攻撃作戦に従事
  - 5月27日 - 6月14日：東太平洋方面作戦に従事（ミッドウェイ海戦）
  - 7月14日：第3艦隊参謀長
  - 8月16日 - 9月5日：第二次ソロモン群島方面作戦に従事
  - 9月6日 - 10月30日：南太平洋方面作戦に従事（南太平洋海戦）
  - 11月23日：横須賀海軍航空隊司令
- 1943年（昭和18年）11月20日：南東方面艦隊司令部附[91]
  - 11月29日：南東方面艦隊参謀長兼第十一航空艦隊参謀長[92]
- 1944年（昭和19年）4月5日：連合艦隊参謀長
  - 5月1日：海軍中将
  - 6月：マリアナ沖海戦
  - 7月：サイパン陥落
  - 10月：台湾沖航空戦、レイテ沖海戦
- 1945年（昭和20年）3月17日：硫黄島玉砕
  - 4月1日：米軍沖縄上陸
  - 4月7日：第2艦隊沖縄突入
  - 4月25日：兼海軍総隊参謀長
  - 5月1日：海軍総隊参謀長兼連合艦隊参謀長[93]
  - 6月25日：軍令部出仕
  - 8月10日：海軍総隊司令部附
  - 8月17日：第5航空艦隊司令長官
  - 10月10日：第5航空艦隊廃止[94]、海軍省出仕[95]
  - 10月15日：予備役被仰付[82]